# 土呂西尾道

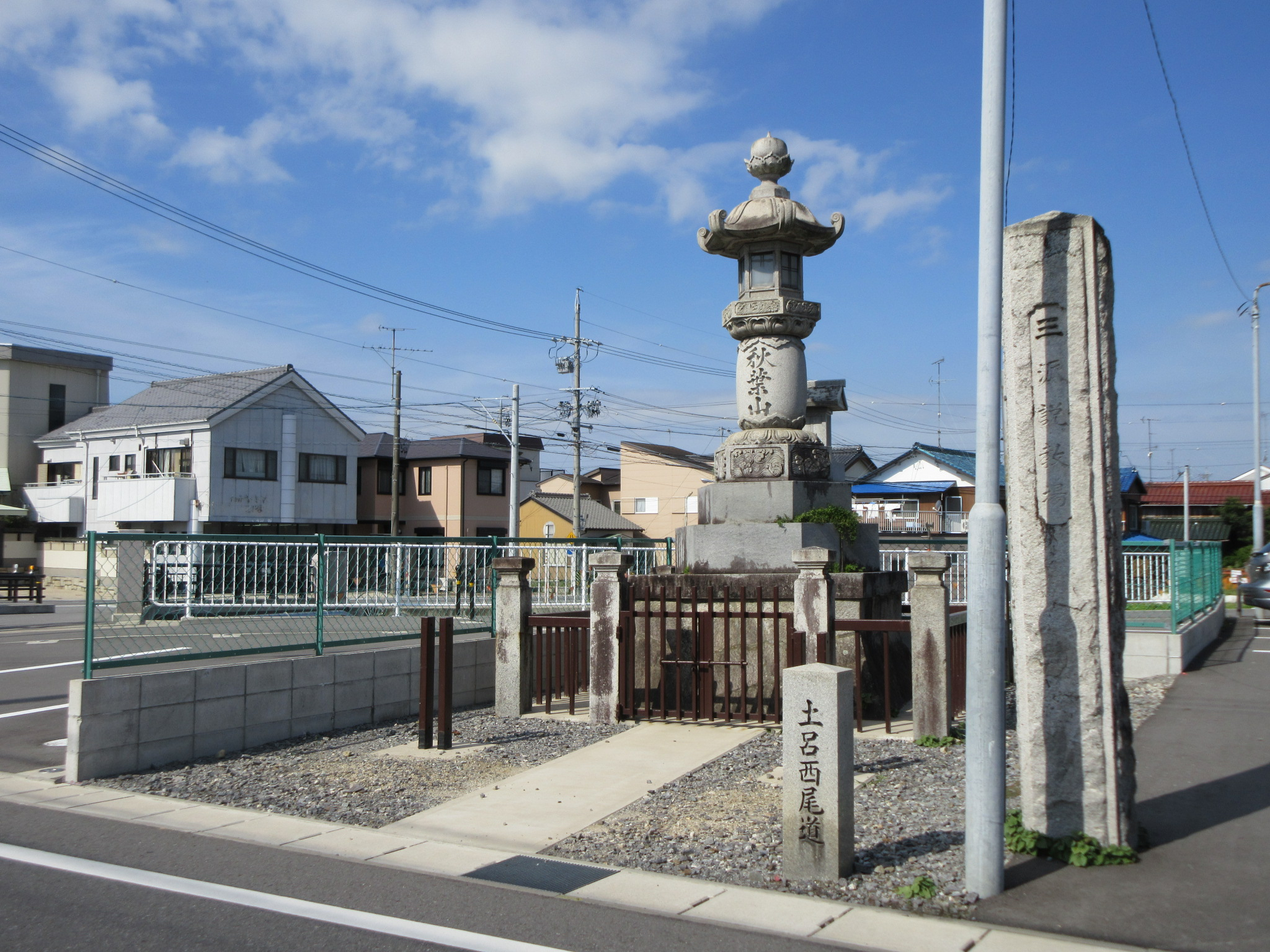
岡崎市福岡町、玉川橋交差点の石灯籠。

土呂西尾道（とろにしおみち）は、愛知県岡崎市中心部から同市土呂地区を経て同県西尾市に至る道路の通称名である。

## 概要
土呂西尾道は、西尾方面から熊味で平坂街道から分かれ、八ツ面山の北麓を迂回して、矢作古川に架かる小島橋を渡って小島に入り、米野・中島を経て、土呂に達し、さらに岡崎に通じていた。
大正時代は、平坂湊に荷揚げされた石炭・魚肥・豆粕・材木などが馬車・牛車に積載され、土呂西尾道を通って、中島・土呂・岡崎方面へ多量の荷物が運搬された。
岡崎方面からは、主に木炭・割木・米・石材などが積み込まれ、平坂湊に運ばれた。夏季には足助・松平方面から天然氷が運ばれた。

### 吉良道との重複
福岡町から中島町までの区間で「吉良道」と道筋が重複している。吉良道は中島町から南へ、上永良町方向に分岐している。

## 区間
- 「道路の通称名」の案内標識による岡崎市内での範囲
  - 起点：JR羽根ガード西交差点（岡崎市羽根西3丁目）
  - 終点：西尾市との境界線（岡崎市中島町）
    - 延長：約8.3km
- 平坂街道との合流点である熊味までを含めると総延長12.5km

## 踏襲する現代の路線
- 愛知県道43号岡崎碧南線の一部
- 岡崎市道
- 西尾市道
- 愛知県道479号熊味岡崎線の一部

## 接続する路線
- 竜南メーンロード：愛知県道48号岡崎刈谷線（JR羽根ガード西交差点）
- 青野街道：愛知県道479号熊味岡崎線の一部（岡崎南自動車学校北西交差点）
- 土呂本通り：愛知県道327号市場福岡線の一部
- 愛知県道78号安城幸田線（高須北交差点）
- 愛知県道325号須美福岡線
- 愛知県道292号幸田石井線（中島橋西交差点）
- 愛知県道43号岡崎碧南線（中島町小園交差点）

## 沿線・周辺
- 岡崎駅（JR・愛知環状鉄道）
- 勝鬘寺
- 土呂八幡宮
- 占部川神社
- 小園神社
- 安楽寺
- 小島橋・矢作古川
- 八ツ面山
- 久麻久神社

## 参考
- 『碧海郡誌』（碧海郡教育会）